# Cobouw

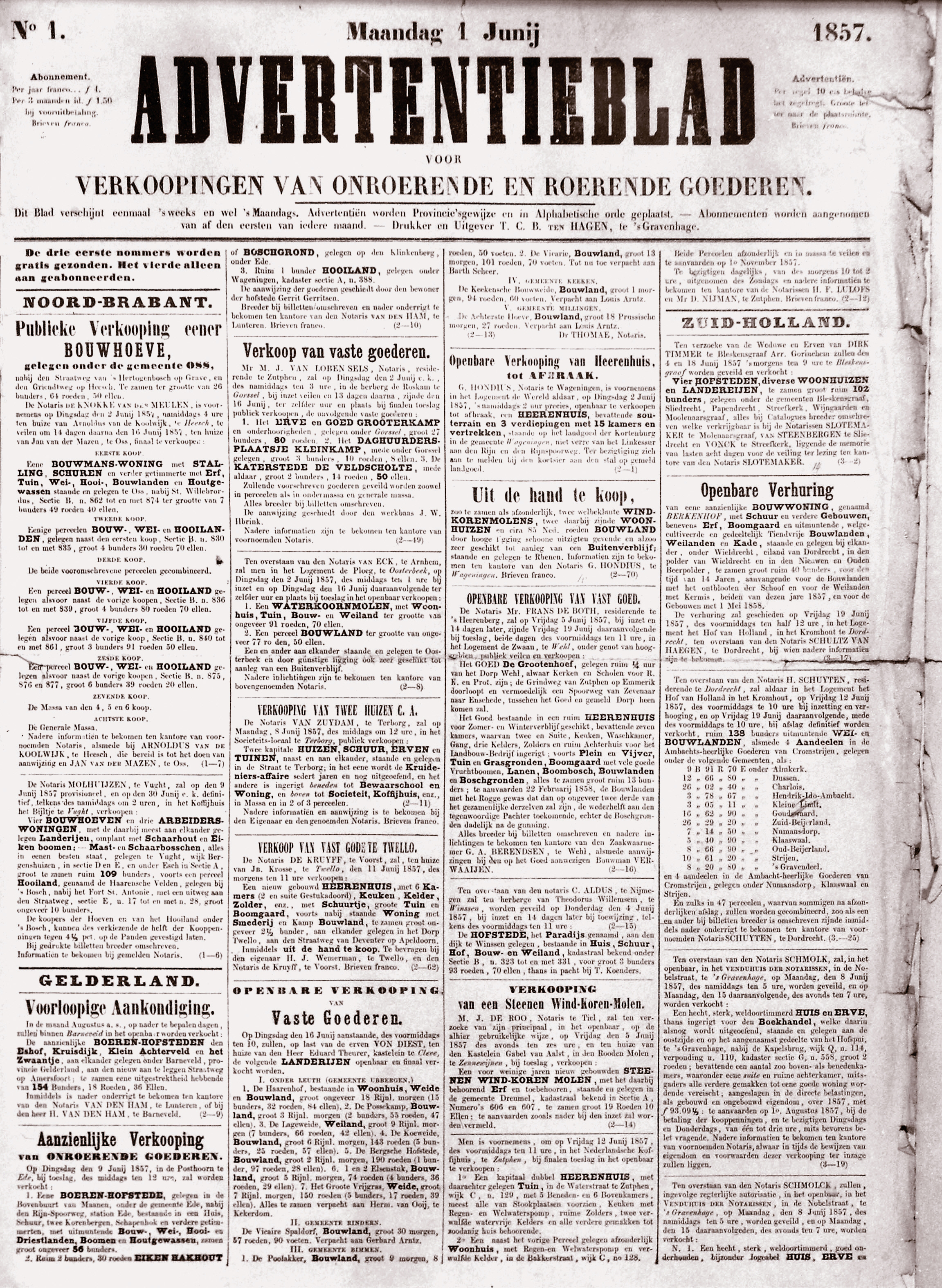
Erste Ausgabe vom 1. Juni 1857, damals unter dem Titel Advertentieblad voor verkoopingen van roerende en onroerende goederen.

Cobouw ist eine niederländische überregionale Tageszeitung. Die Zeitung erscheint montags bis samstags im Tabloid-Format. Redaktionssitz ist Den Haag. Herausgeber der Zeitung ist Sdu. Die verkaufte Auflage betrug im ersten Quartal 2008 11.720 Exemplare. Chefredakteur ist Marcel Henst.
Bei der Zeitung handelt es sich um ein Fachblatt für das Bauwesen. Der Bezug ist nur über ein Abonnement möglich, ein Einzelverkauf existiert nicht.

## Geschichte
Die Zeitung erschien erstmals am 1. Juni 1857 unter dem Titel Advertentieblad voor verkoopingen van roerende en onroerende goederen. Sie startete als eine montags erscheinende Wochenzeitung und war, getreu dem Titel, von dem Gründungsherausgeber T.C.B. Ten Hagen zunächst als ein reines Anzeigenblatt entworfen worden. Nachdem Ende April 1877 der erste Leserbrief abgedruckt worden war, lieferte die in jenem Jahr in Algemeen Nederlandsch Advertentieblad umbenannte Zeitung seit 1883 auch redaktionelle Beiträge. Der Name wurde später in Cobouw, eine Abkürzung für „Centraal Orgaan voor de bouwnijverheid“ (Zentralorgan für das Bauwesen), geändert. Am 2. Oktober 1961 stellte Cobouw auf eine tägliche Erscheinungsweise, am 1. November 2007 auf das Tabloid-Format um.

## Cobouwheute
Cobouw beschäftigt etwa 35 Redakteure. Die von drei Redakteuren betreute Internetausgabe beinhaltet einen RSS-Web-Feed. Alle zwei Wochen erscheint die Beilage Cobouw Totaal, die als Marktübersicht für Entscheider konzipiert ist.
Mit Materieelkrant existiert eine Schwesterzeitung mit monatlicher (elf Mal im Jahr) Erscheinungsweise, die sich mit Baustoffen und -maschinen, Abbruch und Recycling befasst.

## Weiterführende Informationen